# 1979 au Nouveau-Brunswick
Chronologie du Nouveau-Brunswick
- 1975
- 1976
- 1977
- 1978
- 1979
- 1980
- 1981
- 1982
- 1983

Cette page concerne des événements d'actualité qui se sont produits durant l'année 1979 dans la province canadienne du Nouveau-Brunswick.

## Événements
- La romancière Antonine Maillet obtient le prix Goncourt pour Pélagie-la-charrette.
- Convention d'orientation nationale des Acadiens à Edmundston.
- Création du Prix France-Acadie.
- 15 janvier: proclamation du parc national de Kouchibouguac (créé en 1969 à la suite d'une entente fédérale-provinciale).
- 26 mars : le député libéral de Baie-du-Vin Norbert Thériault est nommé sénateur à Ottawa
- 22 mai : lors des élections générales fédérales, les libéraux remportent 6 sièges contre 2 pour les progressistes-conservateurs.
- 29 août au 1er septembre : première des Jeux de l'Acadie aura lieu à Moncton, et fondé par Jean-Luc Bélanger.
- 28 août : le lieu de naufrage Girouard devient un site historique provincial.
- 3 octobre : Cyril Sherwood est nommé sénateur.
- 5 novembre : le libéral Reginald MacDonald remporte l'élection partielle de Baie-du-Vin à la suite de la nomination de Norbert Thériault au sénat.
- 9 novembre : création de la réserve nationale de faune de l'Île-Portage.

## Naissances
- 1er octobre : Holly Dignard, actrice.

## Décès
- 23 février : W.A.C. Bennett, premier ministre de la Colombie-Britannique.
- 21 octobre : Norbert Robichaud, prêtre.